# Markus Steuerwald
Markus Steuerwald (ur. 7 marca 1989 we Wolfach) – niemiecki siatkarz, reprezentacji Niemiec, grający na pozycji libero. 
Jego brat Patrick Steuerwald również był siatkarzem i grał na pozycji rozgrywającego.

## Sukcesy klubowe
Puchar Niemiec:
- 2007, 2008, 2017, 2018, 2019

Liga Mistrzów:
- 2007

Mistrzostwo Niemiec:
- 2007, 2008, 2009, 2010
- 2017, 2018, 2019, 2021

Mistrzostwo Francji:
- 2016
- 2013, 2014, 2015

Superpuchar Francji:
- 2013

Puchar CEV:
- 2014

Superpuchar Niemiec:
- 2016, 2017, 2018

## Sukcesy reprezentacyjne
Memoriał Huberta Jerzego Wagnera:
- 2012

Mistrzostwa Świata:
- 2014

## Nagrody indywidualne
- 2007: Najlepszy libero Ligi Mistrzów
- 2007: Najlepszy zagrywający Mistrzostw Europy Kadetów
- 2012: Najlepszy libero Memoriału Huberta Jerzego Wagnera
- 2012: Najlepszy libero Igrzysk Olimpijskich w Londynie